# Temnothorax solidinodus
Temnothorax solidinodus  (лат.) — вид мелких по размеру муравьёв рода трибы Formicoxenini из подсемейства Myrmicinae семейства Formicidae. 

## Распространение
Афротропика (Кения, Kakamega Forest). 

## Описание
Мелкие светло-коричневые муравьи (2-3 мм). Скапус усика короткий (не достигает затылочного края головы). Голова длиннее свой ширины (CI 91) с параллельными боками. Длина головы (HL) 0,72 мм; ширина головы (HW) 0,66 мм, длина скапуса усика (SL) 0,507 мм. Клипеус и брюшко гладкие и блестящие. Проподеальные шипики короткие. Усики рабочих и самок 12-члениковые. Малочисленные семьи обитают в гнёздах, расположенных в подстилке и древесных остатках.

## Систематика
Вид Temnothorax solidinodus был впервые описан в 2015 году Мэттью Пребусом (University of California, Davis, Davis, Калифорния, США). Включён в состав видовой группы Temnothorax angustulus species group.